# گورومزه (فکه)
گورومزه (به ترکی استانبولی: Gürümze) یک منطقهٔ مسکونی در ترکیه است که در فکه، ترکیه واقع شده‌است.